# Alexander von Frantzius
Alexander von Frantzius (Danzica, 10 giugno 1821 – Friburgo in Brisgovia, 18 luglio 1877) è stato un medico e naturalista tedesco.

## Biografia
Dal 1842, Frantzius studiò medicina a Heidelberg, Erlangen, Halle e Berlino, dove il 5 settembre 1846 conseguì la laurea.
Ancor prima della laurea, nella sua città natale di Danzica, aveva preso parte alle ricerche zoologiche del ginecologo E. K. J. von Siebold.
Nel 1847, intraprese un viaggio di studio di parecchi mesi a Trieste in compagnia di von Siebold e Ecker.
Insieme al suo amico Rudolf Virchow, fu attivamente coinvolto nella rivoluzione del 1848 a Berlino.
Nell'estate del 1848 si ammalò di tifo.
Durante una visita a Vienna negli anni 1849-1850, si manifestarono i primi segni di una malattia polmonare cronica, che non sarebbe più guarita in maniera completa per tutta la sua vita.
A causa degli eventi post-rivoluzionari, dovette lasciare Berlino e si qualificò come docente privato nel 1851 a Breslavia.
Per motivi di salute e per le scarse prospettive di carriera nelle università tedesche, nel 1853, Frantzius si trasferì in Costa Rica, per cercare la salute in quel lontano clima mite.
Si stabilì come medico dapprima a Alajuela e poi a San José, in Costa Rica.
A San José, aprì anche una farmacia, in cui impiegò come assistente José Castulo Zeledón. 
Rimase in Costa Rica per 15 anni e in questo periodo raccolse numerosi oggetti etnologici e compì studi etnografici. Le sue opere principali hanno riguardato, tuttavia, la Zoologia, l'Antropologia e la Geografia della natura.
Nel 1868 fece ritorno in Germania.
Virchow assunse il suo vecchio amico come dipendente per le sue attività antropologiche e preistoriche.
Tra il 1871 e il 1874, Frantzius resse l'Ufficio di Segretario generale della Società Tedesca per Antropologia, Etnologia e Preistoria.
La sua malattia polmonare, nel frattempo, peggiorò rapidamente, in modo tale che Frantzius, nel 1874, dovette lasciare la Segreteria generale; per motivi di salute si dovette trasferire nuovamente a Friburgo in Brisgovia, dove nel 1877 morì del suo male.

## Attività scientifica
Frantzius raccolse campioni (principalmente botanici) in Brasile dal 1849 al 1853 e in Costa Rica nel 1853. Ne inviò parecchi a Jean Louis Cabanis presso il Museo di Storia Naturale di Berlino.

## Onorificenze
In suo onore sono state nominate molte specie di animali, tra i quali vi sono Semnornis frantzii, Pteroglossus frantzii, Elaenia frantzii e Catharus frantzii.

## Opere principali
- Beiträge zur Kenntnis der Vulkane Costa Ricas. 1861
- Das rechte Ufer des San Juanflusses. 1862
- Der südöstliche Teil von Costa-Rica. 1869
- San Salvador und Honduras im Jahre 1576. 1873